# Pinelema liangxi
Pinelema liangxi es una especie de araña araneomorfa del género Pinelema, familia Telemidae. Fue descrita científicamente por Zhu & Chen en 2002.

## Distribución geográfica
Habita en China.